# ソーニャ・ネムスカ
ソーニャ・ネムスカ（ブルガリア語:Соня Немска / Sonia Nemska、1981年1月16日 - ）は、ブルガリアのポップ・フォーク歌手である。
2004年、サキス・クーコス（Sakis Coucos）との共演曲「I want you baby」によって知られるようになった。2005年にはノヴ・フォルク誌でこの年の新人賞を受賞、2006年にはプラネータTVによって楽曲「В сряда се приготви」（V sryada se prigotvi）が賞を受けた。

## 私生活
出身はブルガリアのパナギュリシテ、未婚で娘が1人いる。

## アルバム
- Талисман（Talisman、パイネル、2006年）
- Правена съм за ръцете ти“ （I'm Right for Your Hands、パイネル、2014年）